# Heart Boner (Part II of the Boner Trilogy)
Heart Boner (Part II of the Boner Trilogy) är en låt av det amerikanska komedibandet Ninja Sex Party som släpptes som deras nittonde singel den 2 mars 2018. Låten är med på deras sjätte studioalbum Cool Patrol, släppt den 17 augusti 2018.